# Las Arrias
Las Arrias é um município da província de Córdova, na Argentina.